# Plegafulles de capell negre
El plegafulles de capell negre (Philydor atricapillus) és una espècie d'ocell de la família dels furnàrids (Furnariidae).